# István Lovrics
István Lovrics, né le 6 juillet 1927, à Pécs, en Hongrie et mort le 13 avril 1990, à Toronto, au Canada, est un ancien joueur hongrois de basket-ball. 